# Perdita solidaginis
Perdita solidaginis är en biart som beskrevs av Cockerell 1922. Perdita solidaginis ingår i släktet Perdita och familjen grävbin. Inga underarter finns listade i Catalogue of Life.